# اسکندرلو
اسکندرلو (شازند)، روستایی از توابع بخش سربند شهرستان شازند در استان مرکزی ایران است.
روستای اسکندرلو به دو قسمت قلعه بالا و قلعه پایین تقسیم بندی می شود
کشاورزی و دامداری پیشه ی اصلی مردم این روستا می باشد
و از دو طایفه ی اصلی  اژدرلو، کمندلو وطایفه  مهاجر میرزاخانی  (میرزاخانلو)تشکیل شده است
کمندلو ها اکثرا اراکی بوده و به افسریه تهران مهاجرت کردند.